# Dexithea klugii
Dexithea klugii là một loài bọ cánh cứng trong họ Cerambycidae.